# Polisario
 For alternative betydninger, se Polisario (flertydig). (Se også artikler, som begynder med Polisario)
 For alternative betydninger, se Polisario (film).
Polisario, Polisario Front, eller Frente Polisario (grundlagt 10 . maj 1973) er en befrielsesbevægelse i Nord-Afrika som kæmper for at frigøre Vest-Sahara fra Marokko. Navnet er et akronym for Frente Popular de Liberación de Saguía el Hamret y Río de Oro, som er spansk for «Folkefronten for frigørelsen af Saguia el-Hamret og Río de Oro», som er henholdsvis den nordlige og sydlige del af Vest-Sahara.

## Historie
Polisario blev grundlagt i 1973, da Spanien fortsat var kolonimagt i Spansk Sahara (senere Vest-Sahara). Den 20. maj samme år gennemførte Polisario det første væbnede angreb mod spanske styrker. Til trods for at de bare var bevæbnet med gamle håndvåben, overraskede de soldaterne ved den spanske post Khanga og vandt en vigtig symbolsk sejr.
Polisarios væbnede kamp gav Spanien store problemer med at beholde kontrollen, og de blev snart nødt til at tilbagekalde styrker fra indlandet. Sommeren 1975 havde Spanien kun kontrol over byerne Dachla, l’Ayoune og Smara. En af årsagen til Spaniens manglende kontrol var at Francos regime var ved at gå i opløsning, og landet havde hverken kapacitet eller politisk kraft til at føre kolonikrig.
Den 26 . februar 1976 trak Spanien sig officielt ud af området og overlod administrationen til Marokko og Mauretanien gennem den såkaldte Madridaftale. Polisario var ikke interesseret i at lade spanierne efterlade noget politisk vakuum, og udråbte dagen efter deres egen republik, Den saharawiske arabiske demokratiske republik, i Bir Lehlou, som ligger i det nordøstlige Vest-Sahara.
Forud for dette var Marokko rykket ind med militære styrker i den nordlige del af landet.
Den 27 . november 1975 gik marokkanske styrker ind i Smara, og i december i l’Ayoune og Dachla. Polisario som tidligere havde taget kontrol over disse områder fra Spanien, blev drevet østover mod grænsen til Algeriet. Med guerillaen flygtede også mange civile fra invasiontropperne. Disse blev transporteret af Polisario til lejre i den østlige del af Vest-Sahara, og lejre som var under opbygning på den anden side af grænsen til Algeriet.
I de efterfølgende år kom det til hårde kampe mellem Polisario og den marokkanske hær. Det lykkedes ikke Marokko at få kontrol over ørkenen i den østlige del af Vest-Sahara. Polisario opererede fra baser i Algeriet og angreb marokkanske konvojer og udposter gennem guerillaangreb. Marokko ændrede taktik, forlod garnisonerne og udpostene i de fjerntliggende dele af Vest-Sahara, og forstærkede i stedet befæstningen omkring byerne.
Polisario fortsatte sine angreb, og gjorde livet stadig vanskeligere for den marokkanske hær. Marokko skiftede derfor igen taktik, og delte landene i to, på langs, med en mur og høje volde af sand og sten. På voldene blev der bygget fæstningsværker, og der blev lagt brede minefelter på hver side. Murens, eller Marokkos barriere i Vestsahara, beliggenhed og udstrækning skiftede med Polisarios angreb og Marokkos modangreb, men ved våbenhvilen som blev indgået i 1991, var muren 2.400 kilometer lang og gik fra nord til syd gennem hele landet. Marokko har siden det haft kontrol over to tredjedele i vest, mens Polisario har kontrol over den resterende tredjedel i øst.

## Løsladelse af marokkanske krigsfanger
Polisario løslod i august 2005 alle de 404 marokkanske krigsfanger som bevægelsen havde haft i sin varetægt.